# Fabian Giefer
Fabian Giefer (* 17. května 1990, Adenau, Západní Německo) je německý fotbalový brankář, od roku 2014 hraje za tým FC Schalke 04.

## Klubová kariéra
Za Leverkusen debutoval 6. listopadu 2009. Stalo se tak v zápase proti Eintrachtu Frankfurt, Giefer si po zápase připsal čisté konto a Leverkusen zvítězil poměrem 4-0.
S klubem podepsal kontrakt do 30. června 2013.